# Halsrippe

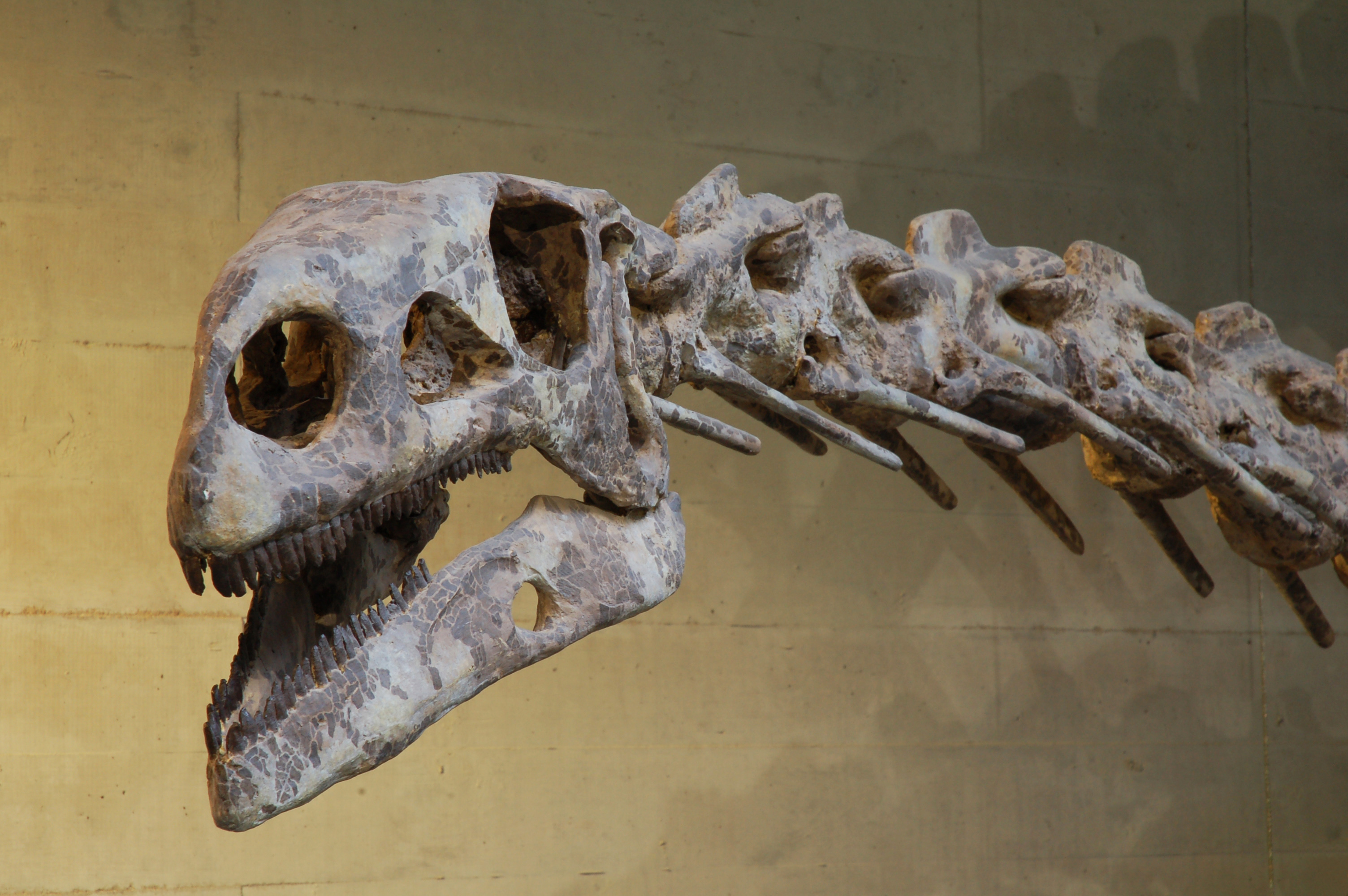
Halsrippen in einer Skelettrekonstruktion von Plateosaurus

Als Halsrippe oder Cervicalrippe (Costa cervicalis; Plural: Costae cervicales) bezeichnet man eine am Halswirbel ansetzende Rippe.
Rippen im Bereich der Halswirbelsäule sind ursprünglich bei fast allen Landwirbeltieren ausgebildet. Im Lauf der Evolution kam es bei allen Landwirbeltiergruppen mit Ausnahme der Schlangen zu einer Spezialisierung in verschiedene Wirbelsäulenabschnitte, wobei Rippen in den meisten Bereichen zurückgebildet wurden und nur noch im Bereich des Brustkorbs in der ursprünglichen Form erhalten sind. Bei den heute lebenden Landwirbeltieren existieren freie Halsrippen lediglich bei den Krokodilen, den Brückenechsen und innerhalb der Vögel nur bei den Laufvögeln (Ratitae); bei den anderen Gruppen wurden die Halsrippen reduziert oder sie sind mit den Halswirbeln verschmolzen. Außer bei den Halswirbeln der Laufvögel sind im Vogelskelett die Halsrippen in Form kurzer Fortsätze (Processus uncinati) ausgebildet.

## Halsrippen beim Menschen

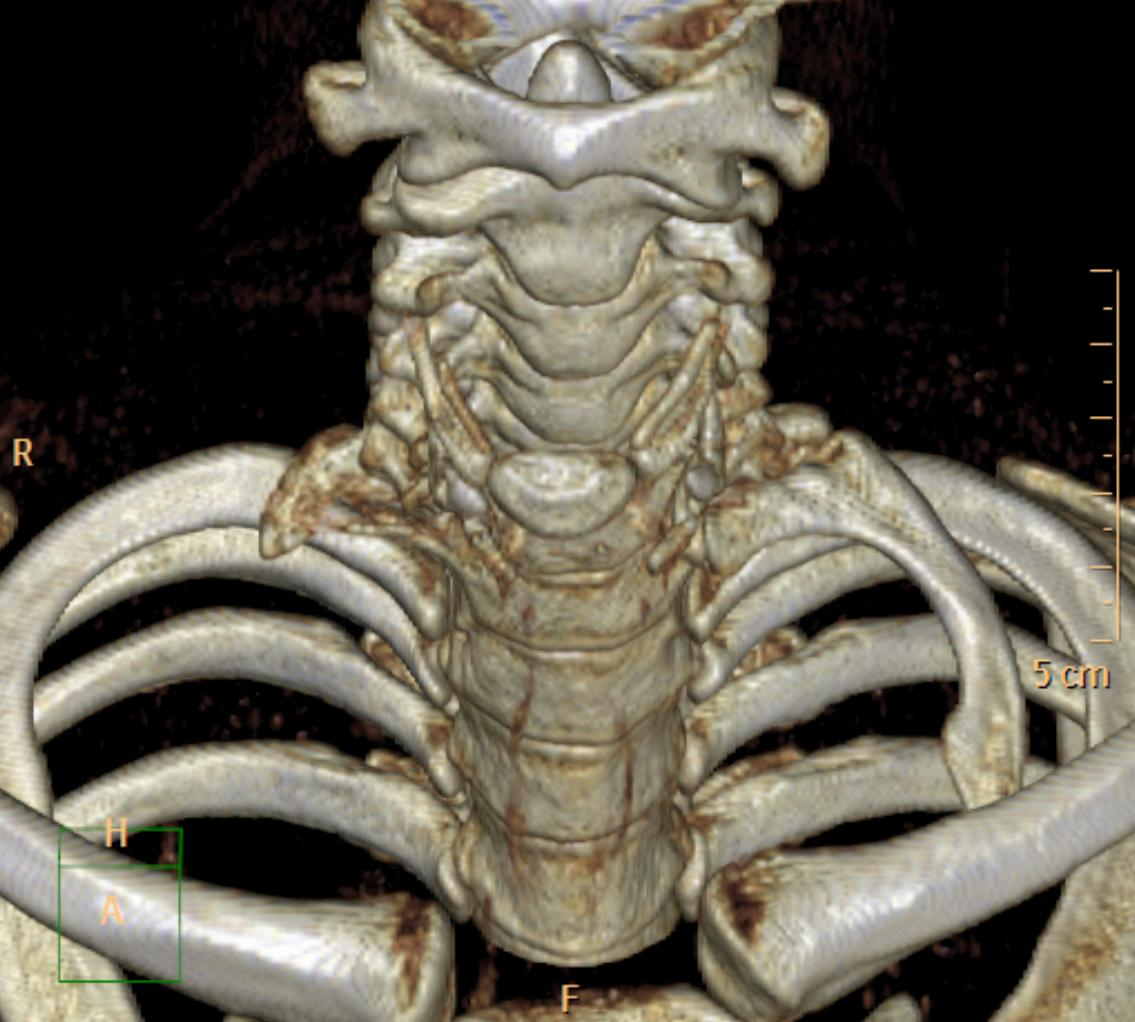
Atavistische Halsrippe beim Menschen, links (rechte Bildseite). Computertomographie, 3D-Darstellung.

Beim Menschen sind die Halsrippen wie bei allen Säugetieren reduziert und bilden zusammen mit den Querfortsätzen der Halswirbel kleine Knochenösen (Foramina processus transversi), in denen die Wirbelarterie verläuft. Echte Rippen treten erst im Bereich der Brustwirbelsäule auf, wo sie am Aufbau des Thorax (Brustkorb) beteiligt sind.
Als harmlose Fehlbildung kann eine atavistische Halsrippe am 7. Halswirbel ausgebildet sein. Es handelt sich in der Regel um dorsal ansetzende, stummelförmige Rippen mit knorpeliger oder bindegewebiger Verbindung zum Brustbein. Diese Ausbildung ist bei etwa 1 % der Menschen zu finden und in der Regel beschwerdefrei, manchmal verursacht sie jedoch auch Symptome in Form des Halsrippensyndroms.

## Belege
1. 1 2 3 4  Stichwort „Halsrippen.“ In: Herder-Lexikon der Biologie. Spektrum Akademischer Verlag GmbH, Heidelberg 2003. ISBN 3-8274-0354-5.
2. 1 2  Stichwort „Halsrippe.“ In: Pschyrembel - Medizinisches Wörterbuch. 257. Auflage, Verlag Walter de Gruyter 1993; S. 591. ISBN 3-933203-04-X.